# Pyza
Pyza is een geslacht van hooiwagens uit de familie Nemastomatidae (Aardhooiwagens).
De wetenschappelijke naam Pyza is voor het eerst geldig gepubliceerd door Starega in 1976. 

## Soorten
Pyza (was monotypisch), omvat de volgende 4 soorten:
- Pyza anatolica (Roewer, 1959)
- Pyza bosnica (Roewer, 1919)
- Pyza navarrensis (Roewer, 1951)
- Pyza taurica Gruber, 1979